# Big Joe Williams

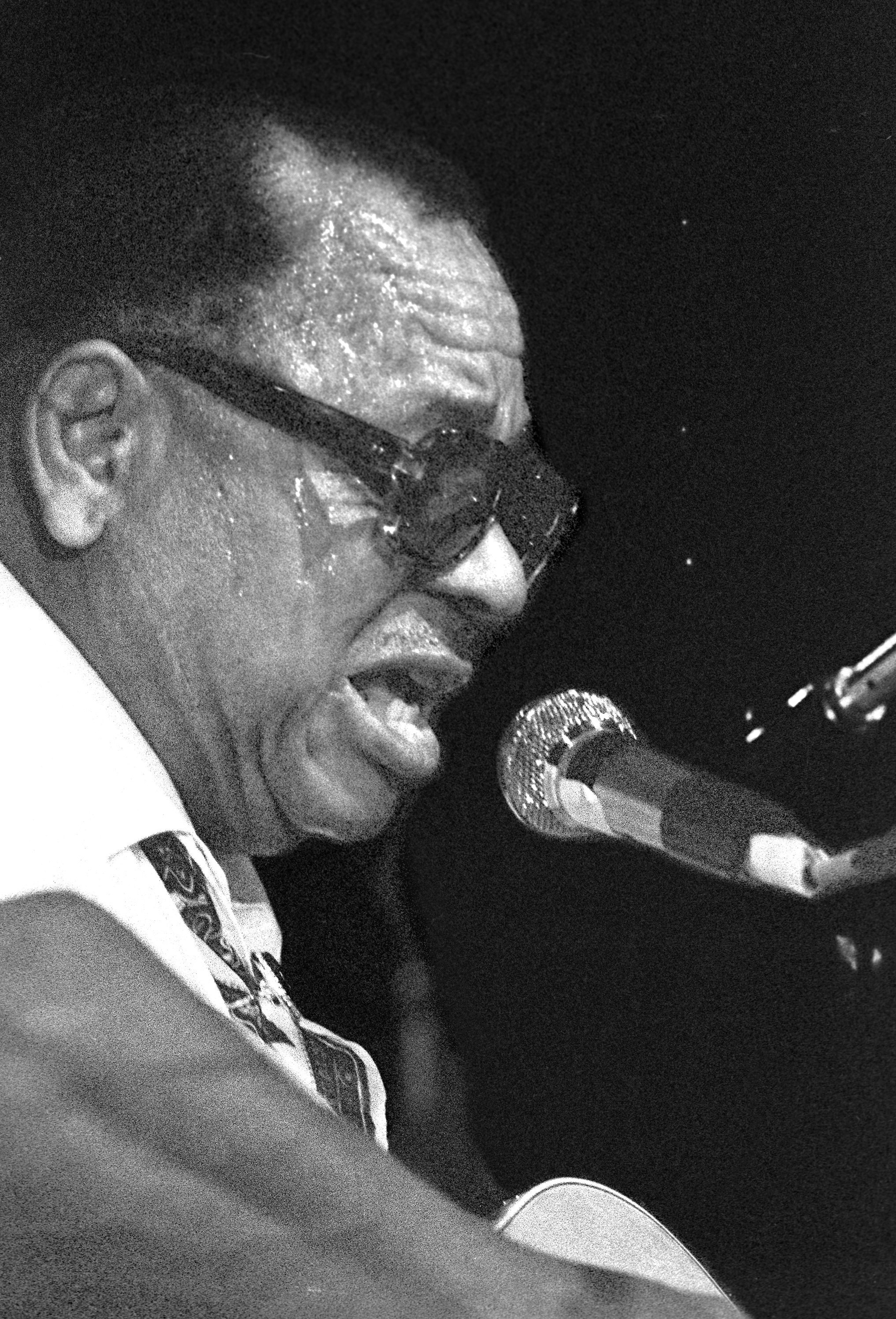
Big Joe Williams (1971)

Big Joe Williams (* 16. Oktober 1903 in Crawford, Mississippi, USA; † 17. Dezember 1982 in Macon, Mississippi), eigentlich Joseph Lee Williams, war ein US-amerikanischer Blues-Gitarrist, Sänger und Songschreiber. Er galt als einer der streitlustigsten, gleichzeitig aber begabtesten Musiker des Delta Blues.
In seinen jungen Jahren war Big Joe Williams ständig unterwegs, um zwischen New Orleans und Chicago den Blues zu spielen, wo immer dies möglich war. In den 1930ern verbrachte er einige Zeit im Gefängnis.
Im Jahre 1935 machte er seine ersten Aufnahmen unter eigenem Namen, darunter auch seinen wohl bekanntesten Song Baby, Please Don’t Go (als Joe Williams’ Washboard Blues Singers). 1937 war er zusammen mit Sonny Boy Williamson I. im Studio.
Nach etlichen 78-rpm-Schallplatten erschien 1958 sein erstes Album, Piney Woods Blues, auf dem Delmar Label. 1962 erhielt das Album Blues on Highway 49 den „Grand Prix du Disque de Jazz“ des „Hot Club of France“. In der Folge trat Williams im Rahmen des American Folk Blues Festival auch in Europa auf.
Charlie Musselwhite berichtet, dass er zusammen mit Williams in Chicago das Blues-Revival der 1960er auslöste. Mike Bloomfield beschrieb seine Erfahrungen mit Williams in dem Dokument Me and Big Joe. Williams machte auch Aufnahmen mit Bob Dylan. Bekannt ist vor allem sein Spiel auf einer Gitarre mit neun Saiten, so auch im oben abgebildeten „Folk Blues Festival“ in Hamburg. 1992 wurde er in die „Blues Hall of Fame“ aufgenommen.
Big Joe Williams starb 1982 in Macon (Mississippi).